# Associação de Cientistas Judeus Ortodoxos
Associação de Cientistas Judeus Ortodoxos (Association of Orthodox Jewish Scientists - AOJS - em inglês) é uma organização fundada em 1948, dedicada à orientação da ciência, no âmbito da tradição judaica ortodoxa. Entre seus objetivos específicos incluem a assistência a pessoas e instituições judaico-ortodoxas no estudo ou prática de atividades científicas e estudo da aplicabilidade do método científico e os conhecimentos para o fortalecimento da ideologia da Torah.